# Bufotes siculus
Bufotes siculus é uma espécie de anfíbio anuro da família Bufonidae. Está presente na Itália. A UICN classificou-a como pouco preocupante.